# Фелікс Ліґенза (архієпископ)
Фелікс Ліґенза гербу Півкозич (пол. Feliks Ligęza; бл. 1500 — 26 січня 1560, містечко Дунаїв, нині село Перемишлянського району, Україна) — польський шляхтич, римо-католицький релігійний діяч. Львівський латинський архієпископ з 1555 р. Рід — Ліґензи.

## Життєпис

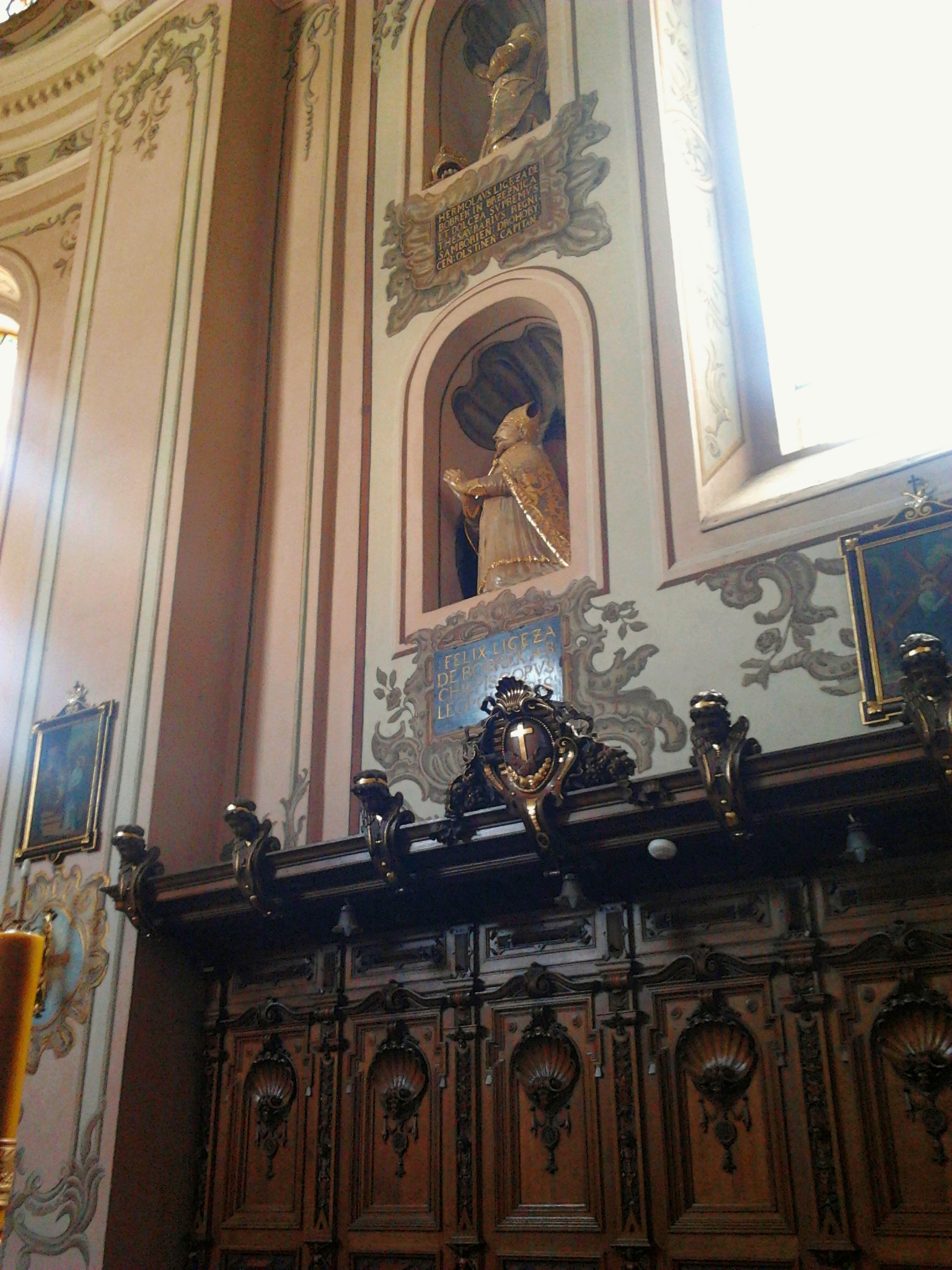

Народився близько 1500 року. Син дідича містечка Прецлава над Віслоком та кільканадцятьох сіл Миколая Ліґензи та його дружини Зофії з Жухова.
У 1512 році записався навчатися до Краківської академії (нині Ягеллонський університет). 1529 року був плебаном у родинному Прецлаві, Домброві Тарновській, вівтаристом колегіати Всіх Святих у Кракові та парафіяльного костелу у Величці. 1538 року був каноніком краківським, 1548 р. став коад'ютором львівського латинського архієпископа Пйотра Стажеховского. Визначений його наступником після смерті, 7 січня 1555 був затверджений Ватиканом, 11 червня 1555 року мав урочисте входження на посаду («інґрес»). Брав участь на Пйотркувському синоді 1555, підписав його ухвалу щодо потреби народного собору в Польщі; був відсутнім на загальному сеймі.
Як латинський архієпископ Львова перебував переважно в містечку Дунаєві, утримуючи чисельний «двір», відомий бесідами та гостинністю (маєтки для його обслуговування по його смерті мали борги). До Львова їздив на більші значніші костельні урочистості.
У Дунаєві при каплиці заклав капелу з музикантами. Був меценатом композиторів з Великопольщі — братів Адріяна та Миколая Лацьких.
Помер 26 січня 1560 року в м-ку Дунаїв (нині село Перемишлянського району Львівської області, Україна). У його похороні брав участь протестант, руський воєвода Миколай Сенявський. Григорій «Чуй» з Самбора написав на його смерть еклогу. Був похований у Латинській катедрі Львова, у презбітерії існував надгробок, вибудуваний 1769 року за сприяння львівського архієпископа Вацлава Героніма Сєраковського, усунутий під час реконструкції катедри. Зараз на цьому місці таблиця з епітафією В. Г. Сераковському.
Каспер Несецький у своїй праці вказував на гостре несприйняття ним «єретиків».